# Alan Bates (político)

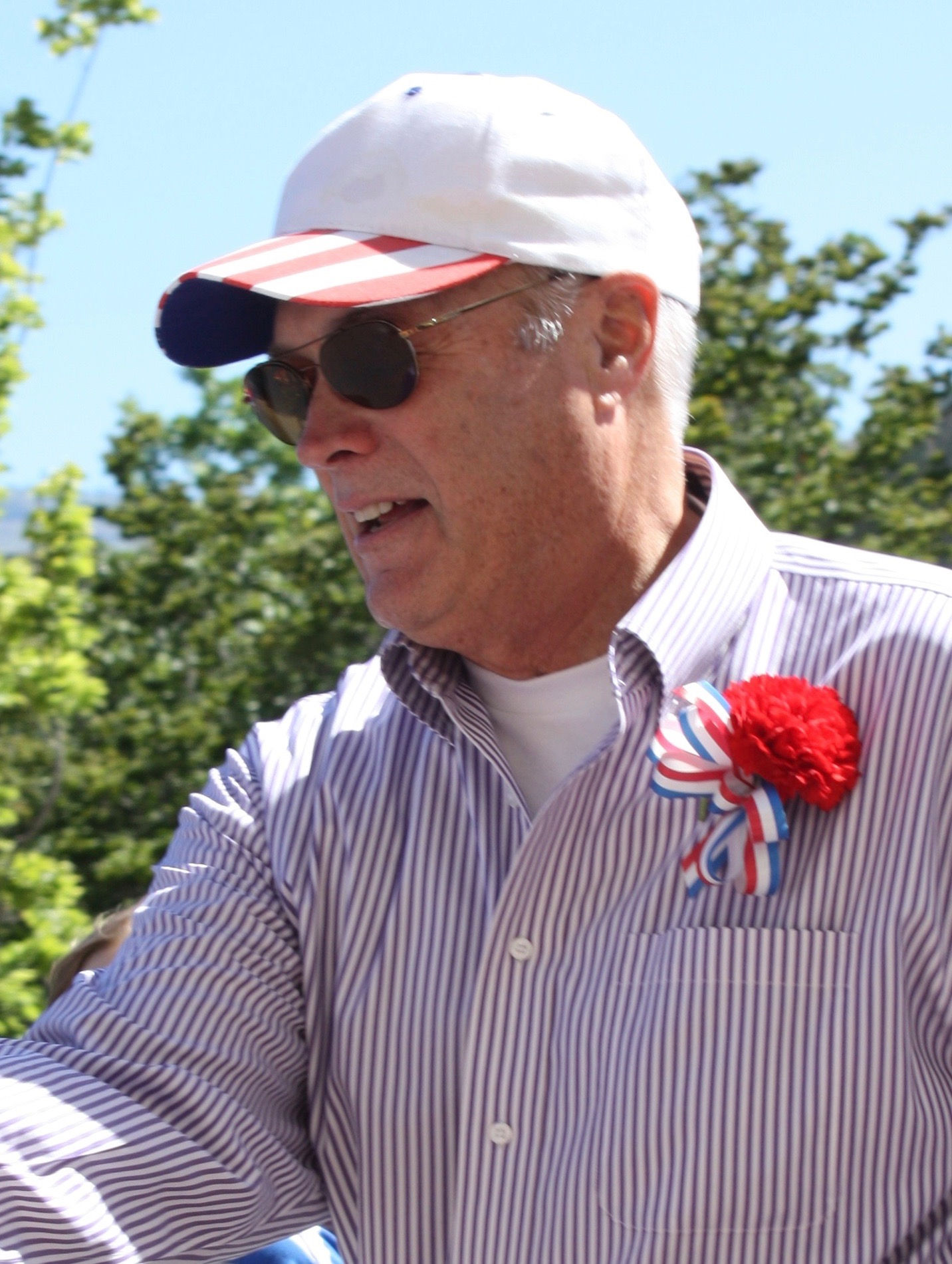
Alan Curtis Bates (2010)

Alan Curtis Bates (Seattle, 17 de março de 1945) é um médico osteopata e um político democrático americano do estado norte-americano de Oregon. Ele é um membro do Senado do Estado de Oregon, representando o terceiro distrito desde 2005. Anteriormente ele era um membro da Câmara dos Representantes de Oregon, de 2000 a 2004.